# Antonina Skorobogattjenko
Antonina Skorobogattjenko (russisk: Антонина Витальевна Скоробогатченко tr. Antonina Vitaljevna Skorobogattjenko ; født 14. februar 1999 i Volgograd, Rusland) er en kvindelig russisk håndboldspiller som spiller for CSKA Moskva og Ruslands kvindehåndboldlandshold.
Hun var med til at vinde OL-sølv i håndbold for Rusland, ved Sommer-OL 2020 i Tokyo, efter finalenederlag mod Frankrig, med cifrene 25–30.